# Су-27
Су-27 (за класифікацією НАТО — Flanker) — радянський важкий багатоцільовий високоманевровий всепогодний винищувач четвертого покоління. Створений з метою завоювання переваги в повітрі. Розроблений в ДКБ Сухого, експлуатація в повітряних силах почалася в 1985 році, але офіційно прийнятий на озброєння лише у 1990 році. Після розпаду СРСР вироблявся в Росії.

## Історія створення і прототипи
В кінці 1960-х в ряді країн почалась розробка перспективних винищувачів четвертого покоління.
Першими до розв'язання цієї проблеми приступили в США, де ще в 1965 році було поставлено питання по створенню наступника тактичного двомісного винищувача F-4 Phantom II. В березні 1966 року там була розгорнута програма «Експериментального винищувача» (англ. FX - Fighter Experimental).
Після уточнення вимог щодо майбутнього літака, у 1969 році почалося його проєктування, тоді ж літак отримав позначення «F-15», де «F» означає винищувач (англ. Fighter). В тендерному конкурсі брали участь передові авіабудівні компанії США: «McDonnell Douglas», «Норт Амерікан», «Northrop» та «Ріпаблік». Переможцями «McDonnell Douglas», яким 23 грудня 1969 було видано контракт на будівництво дослідних літаків, а в 1974 році з'явились перші серійні винищувачі: одномісний F-15A та двомісний навчально-тренувальний TF-15A (F-15B).
Тим часом у СРСР активно слідкували за розробками американців і вже скоро партійне керівництво дало наказ проєктувати власний винищувач, який би за основними характеристиками не поступався заокеанському аналогові, а за деякими — переважав його. Було вирішено створювати літак на основі конкурсу між конструкторськими бюро Яковлєва, Мікояна і Гуревича, і Сухого. Голова останнього — Павло Сухий, спочатку не хотів брати участь в конкурсі, оскільки його КБ і так було перевантажене актуальними замовленнями, але згодом погодився на участь в розробці. КБ Яковлєва в подальших роботах за програмою участі не брали, а керівництво військового відомства СРСР вирішило, за аналогією з США, які планували використовувати «легкий» винищувач F-16 та «важкий» F-15 одночасно, мати «важкий» (Су-27) та дешевший у виробництві та експлуатації «легкий» МіГ-29. Тож Сухому доручили розробляти Су-27, а КБ Мікояна — МіГ-29. Безпосередніми авторами проєкту стали керівник відділу проєктів О. С. Самойлович, В. І. Антонов і керівник бригади відділу проєктів В. А. Ніколаєнко. В 1976 році змінився головний конструктор, ним став М. П. Симонов.

### Т-10

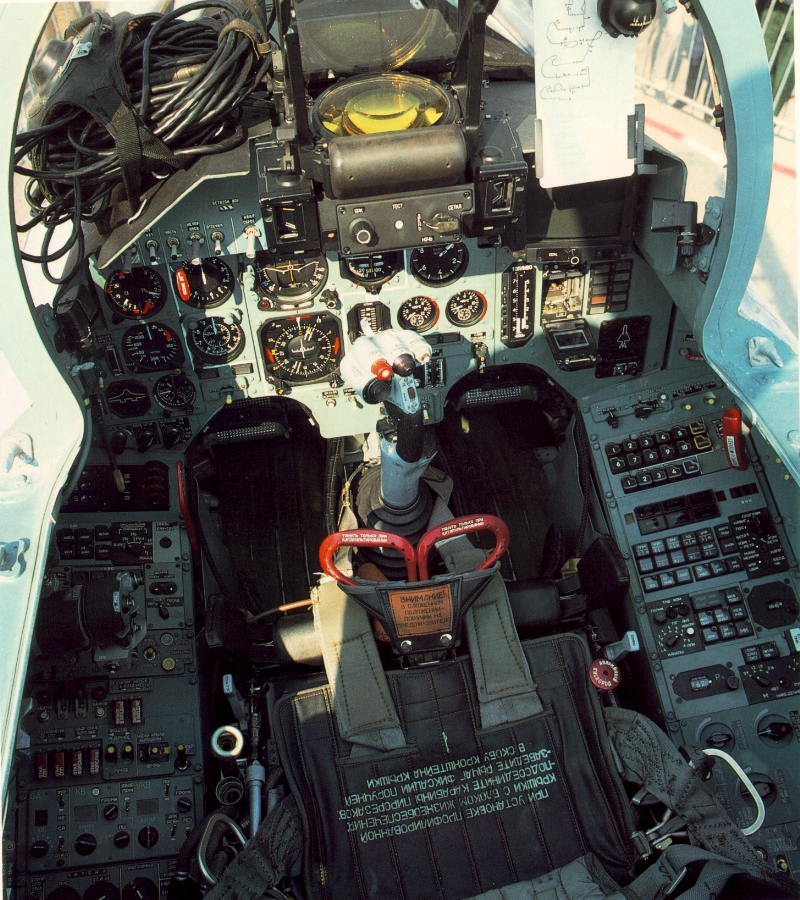
Кабіна Су-27С

Перший прототип, Т-10-1 здійснив свій перший політ 20 травня 1977 року з летовища в Жуковському, пілотував його льотчик-випробувач В. С. Ільюшин.

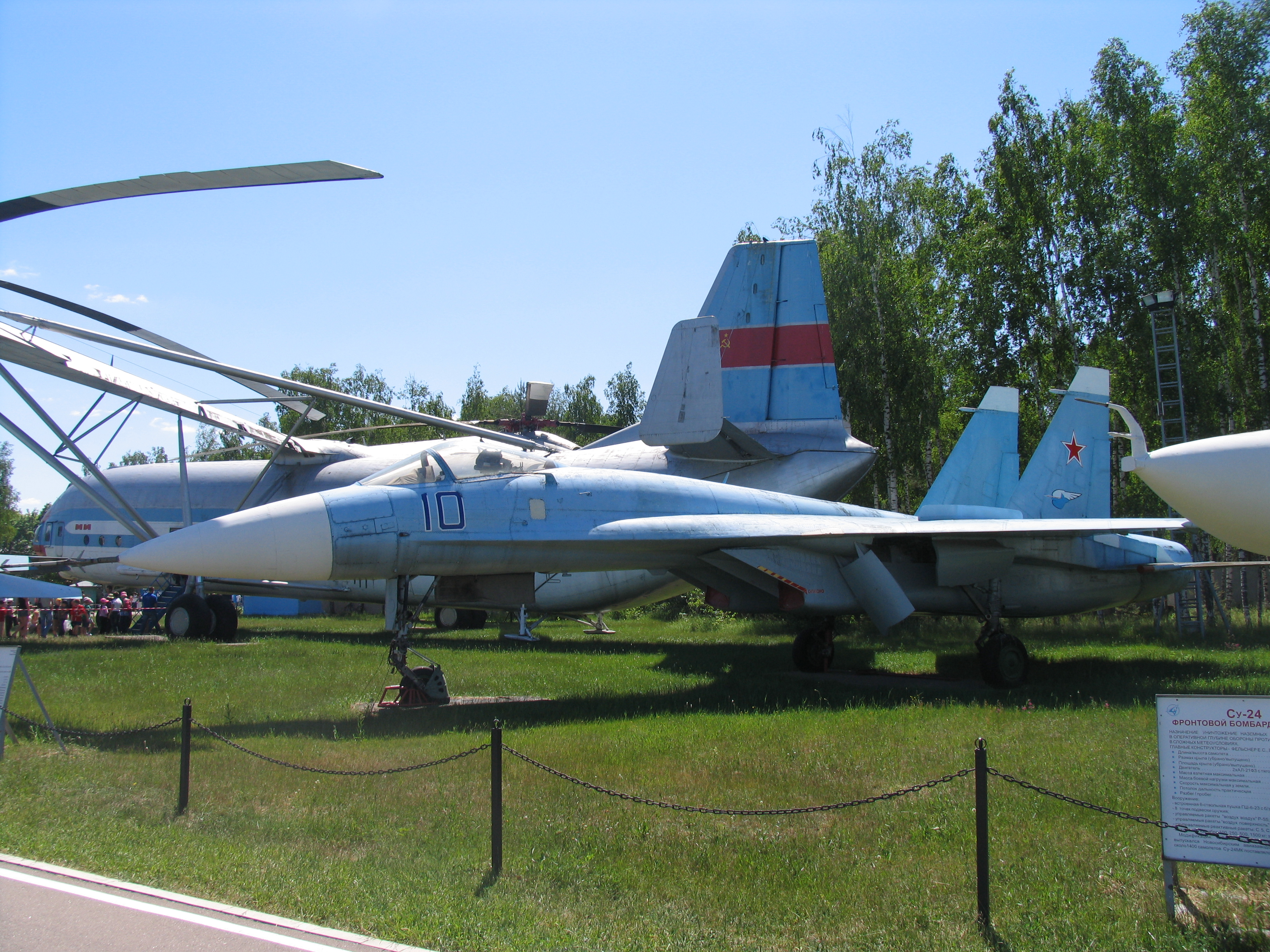
Перший прототип Т-10-1 в Центральному Музеї ВПС РФ

Базуючись на науково-дослідних роботах Центрального аеродинамічного інституту СРСР, була вибрана конструкція, яка називається інтегральним планером: коли носова частина і фюзеляж плавно переходять в крило, формуючи з ним єдине ціле.
Літак оснащувався двома двигунами АЛ-21Ф3 виробництва КБ Люльки з форсажними камерами. Вони забезпечували тягу 76,5 кН в бойовому режимі і 110,5 кН на повному форсажі. Крило було дуже гладким, без передкрилків і протифлатерних балансирів, зі звичайними елеронами і закрилками. Коренева частина з напливом мала кут стрілоподібності 80°, середня частина по передній кромці 44° з переходом в закінцівку вигнутої форми. Т-10 мав чотири вузли підвіски знизу і чотири аеродинамічні гребені зверху крила. Кілі встановлювались вертикально над мотогондолами, хвостові стабілізатори були цільноповоротні. Головні стійки шасі кріпились до кореневої частини крила. Великі передні стулки шасі використовувались також як аеродинамічні гальма. Передня стійка містилась під кабіною пілота і ховалась поворотом назад. На літаку передбачалось встановлення РЛС, але на момент створення Т-10 вона ще не була завершена, тож замість неї в носовій частині був встановлений баласт для збереження центрування.
Перші чотири прототипи були створені самим КБ в Москві, причому в Т-10-2 були внесені деякі модифікації — гладку передню кромку крила, з відхильним переднім носком, скошені хвостові стабілізатори, електродистанційне керування і збільшений на 1000 л об'єм внутрішніх баків. 7 липня 1978 Т-10-2 розвалився в повітрі через випадковий вихід за межі допустимого перевантаження. В катастрофі загинув льотчик-випробовувач — Євгеній Соловйов. Т-10-3 і Т-10-4 вже споряджались штатними двигунами АЛ-31Ф. Т-10-3 здійснив свій перший політ 23 серпня 1979, а Т-10-4 31 жовтня 1979. П'ять наступних прототипів(Т-10-5, Т-10-6, Т-10-9, Т-10-10, Т-10-11) будувались на заводі в Комсомольську-на-Амурі, але на них ставились АЛ-21Ф.

### Т-10С
Згодом стало зрозуміло, що за своїми характеристиками Т-10 поступається F-15, тоді було прийняте дуже важке і непросте рішення перепроєктувати літак, хоча в Комсомольську-на-Амурі вже все було готове для початку серійного виробництва.
Два прототипи Т-10-7 і Т-10-8, згідно з новими стандартами, було перероблено під керівництвом Симонова та перейменовано на Т-10С-1 і Т-10С-2 відповідно.
Напливи крила були змінені для збільшення підйомної сили, скруглені закінцівки зникли й крило набуло трапецієподібної форми, у ролі протифлатерних вантажів на консолях були встановлені пускові пристрої ракет «повітря — повітря». Загальну кількість точок підвіски вдалося збільшити з восьми до десяти. Двигуни були розміщені по-іншому, що збільшило обтічність нижньої задньої частини фюзеляжу, також були змінені обводи носової частини, яка була збільшена для розміщення більшої РЛС. Елерони й закрилки були замінені флаперонами. У кореневій частині правої консолі крила розробники встановили авіаційну гармату ГШ-30-1. Кілі були збільшені й зміщені до країв на балки, до яких кріпились стабілізатори. Передні стулки стійок шасі, які грали роль гальмівних щитків, замінили класичним гальмівним щитком зверху фюзеляжу, який розташовувався за кабіною пілота. Через це ліхтар кабіни тепер не зсувався назад, а підіймався. Передню стійку шасі перемістили на три метри назад, що збільшило маневреність при рулюванні й запобігло попаданню сторонніх предметів у повітрозабірники. Їх додатково спорядили захисними решітками, які автоматично опускались і підіймались при посадці й зльоті. На перших Т-10 ділянка фюзеляжу між соплами була плоска і коротка, а на Т-10С її замінили довгою циліндричною балкою, в якій містився гальмівний парашут, дипольні відбивачі та теплові пастки. Перший політ Т-10С-1 здійснив 20 квітня 1981, пілотував його знову В. С. Ільюшин.
Перші прототипи Су-27 мали дуже високу аварійність, так Т-10С-1 (Т-10-7) через брак пального був покинутий Ільюшиним в повітрі. Т-10-12 (другий льотний прототип Т-10С) у грудні 1981 був зруйнований в результаті польоту на граничному режимі. Тоді пілот, Олександр Комаров, загинув. При іншому польоті на граничному режимі у Т-10-17 Миколи Садовникова зруйнувалась частина лівої консолі крила, але пілот зміг відновити керування і посадити літак з обрубаним крилом.
Зовні Т-10С були дуже схожі на серійні Су-27, хоча деякі відмінності були. Так, на серійних Су-27 кілі були «обрізані» під кутом, а не горизонтально, також знизу фюзеляжу під кілями, для покращення керування, були встановленні підбалкові гребені (фальшкілі)[джерело?]. Також на ліхтарі кабіни серійних Су-27 з'явилася інша оправа.

## Модифікації

### Радянські
- Т-10 («Flanker-A») — прототип;
- Т-10С — прототип з покращеною конструкцією ;
- П-42 (Т-10-15) — спеціальна версія з полегшеною конструкцією, на якому протягом 1986—1990 років було встановлено 41 офіційно зареєстрований рекорд зі швидкопідйомності та висоти польоту;
- Су-27 — передсерійна версія з двигуном АЛ-31;
- Су-27С (Су-27/«Flanker-B») — основна серійна модифікація, одномісний винищувач-перехоплювач з двигуном АЛ-31Ф;
- Су-27П — версія для військ ППО;
- Су-27УБ (Т-10У/«Flanker-С») — двомісна навчально-бойова модифікація. Серійно випускається з 1986 року;
- Су-27УП — навчально-патрульна серійна модифікація для військ ППО. Особливістю цієї версії є наявність системи дозаправки у повітрі;
- Су-27СК — експортна модифікація;
- Су-27УБК — двомісна експортна модифікація Су-27УБ;
- Су-27К (Су-33/ «Flanker-D») — палубна версія; Сьогодні літаки такого типу використовуються на єдиному російському авіаносці «Адмірал Кузнєцов»;
- Су-27М («Flanker-E/F») — покращена версія Су-27С, яка лягла в основу новіших винищувачів — Су-35 та Су-37.

### Пострадянські
- Су-27ПД — одномісна несерійна демонстраційна модифікація із покращеною системою дозаправки в повітрі;
- Су-27ПУ — двомісна несерійна модифікація, яка лягла в основу літака Су-30;
- Су-30М/Су-30МК — нова генерація двомісного винищувача Су-30, що серійно виробляється в Росії з середини 1990-х. Версія Су-30МК, та її модифікації, успішно постачається на експорт;
- Су-27СМ — серійна модифікація російських Су-27С з використанням технологій, які були відпрацьовані на Су-27М;
- Су-27СКМ — експортна версія Су-27СМ;
- Су-27УБМ — модернізована версія Су-27УБ;
- Су-27УБ1М — українська модернізована версія Су-27УБ;
- Су-27УП1М — українська модернізована версія Су-27УП;
- Су-27С1М — українська модернізована версія Су-27С;
- Су-27П1М — українська модернізована версія Су-27П;
- Су-27СМ2/СМ3 — подальший розвиток Су-27СМ;
- Су-32/Су-27ИБ — двомісний винищувач-бомбардувальних з сидіннями пілотів, що розташовані пліч-о-пліч. Його подальшим розвитком є Су-34;
- Су-27КУБ/Су-33УБ — двомісна модифікація корабельних Су-33;
- Су-35БМ/Су-35C — найновіший представник сімейства Су-27, подальший розвиток Су-35 з новим радаром та авіонікою.

### Інтеграція західного озброєння на Су-27
Після початку повномасштабного вторгнення РФ у 2022 році Україна почала адаптацію Су-27 до застосування західного озброєння, значно розширивши бойові можливості літаків.

#### AGM-88 HARM
Протирадіолокаційні ракети AGM-88 були інтегровані через пускові установки LAU-118/A. Для керування використовували планшети (наприклад, iPad), що дало можливість ефективно знищувати ворожі радари.

#### JDAM-ER
Українські Су-27 застосовують JDAM-ER — високоточні авіабомби з GPS-навігацією і крилами, які дозволяють бити на відстань до 72 км.

#### GBU-39 SDB
Малогабаритні, точні, радіостійкі бомби GBU-39, які літаки можуть нести до 8 одиниць завдяки BRU-61.

#### AASM Hammer
Французькі високоточні авіабомби AASM Hammer також були інтегровані, що дало змогу ефективно вражати рухомі і статичні цілі.

#### Технічні особливості
- Виготовлення адаптерів і пілонів
- Модернізація живлення і керування озброєнням
- Зовнішні інтерфейси керування (планшети)
- Переналаштування зв'язку та навігації

Завдяки цим заходам українські Су-27 поєднали радянську платформу з західним озброєнням і технологіями.

## Бойове застосування

### Ефіопсько-еритрейська війна
Ефіопські Су-27 збили два еритрейські МіГ-29 і пошкодили ще один під час Ефіопсько-еритрейської війни в лютому 1999 року, а також знищили ще два МіГ-29 в травні 2000 року. Су-27 також використовувалися для бойового патрулювання повітряного простору, придушення ППО та супроводу винищувачів під час бомбардувальних і розвідувальних місій. Су-27 замінив застарілий МіГ-21, який був основним винищувачем для завоювання переваги в повітрі ПС Ефіопії в період з 1977 по 1999 рік.
Ефіопський уряд використовував свої Су-27 для бомбардування цілей під час війни в Тиграї. Ефіопські Су-27 були помічені з озброєними некерованими бомбами ОФАБ-250 у небі над Мекеле. 25 серпня 2022 року ефіопська влада заявила, що Ан-26 було перехоплено й потім збито винищувачем Су-27 ПС Ефіопії, який було піднято для перевірки порушення повітряного простору з боку Судану.

### Громадянська війна в Анголі
Су-27 надійшов на озброєння Анголи в середині 2000 року під час громадянської війни в Анголі. Повідомляється, що один Су-27 під час посадки був збитий переносним зенітно-ракетним комплексом 9К34 «Стріла-3», випущеним силами УНІТА 19 листопада 2000 року.

### Громадянська війна в Сирії
Ескадрилья Су-27СМ3 була розгорнута в Сирії в листопаді 2015 року в рамках інтервенції РФ під час громадянської війни в Сирії.

### Російсько-українська війна
У проміжок між 6 та 7 травня 2022 року по об'єктах на захопленому росіянами острові Зміїний було завдано бомбового удару парою українських Су-27. Внаслідок бомбового удару було зруйновано кілька будівель.
29 вересня 2022 року стався інцидент, коли пілот російського Су-27, що виконував перехоплення та супровід британського RC-135W Rivet Joint в міжнародному повітряному просторі над Чорним морем невірно зрозумів отриману команду від наземного центру керування польотом та здійснив пуск двох ракет повітря-повітря по британському літаку-розвіднику. Однак, через технічні несправності обидві ракети не влучили.
На початку вересня 2022 року були поширені фотографії українського Су-27 з підвішеною парою протирадіолокаційних ракет AGM-88 HARM. А в серпні 2023 року стало відомо, що українські Су-27 були пристосовані для скидання керованих авіабомб JDAM-ER.
У січні 2023 року Аль-Джазіра поширила відео застосування українських Су-27 на бахмутському напрямку.
24 березня 2024 було пошкоджено 3 літаки Су-27 уламками ракет на аеродромі «Бельбек».
В лютому 2025 року стало відомо, що ПС ЗСУ перші у світі почали використовувати бомби Mark 83, адаптовані під використання комплекту планування та корекції JDAM-ER. 39 бригада тактичної авіації опублікувала відео, в якому показано як український Су-27 скидає пару високоточних плануючих авіабомб на російські позиції в лісосмузі.
Наприкінці березня, орієнтовно 20—24 числа, Су-27 ПС ЗСУ завдав бомбового удару по російській понтонній переправі та автотехніці на Курщині. Для ураження ворожої техніки застосували три високоточних бомби GBU-39.
4 травня 2025 року авіація повітряних сил України завдала удару по російському командному пункту батальйону та групі операторів безпілотників в населеному пункті Новогродівка на Донеччині. Удар по ворожому КП здійснив Су-27 за допомогою високоточної авіабомби JDAM.
Станом на 5 травня 2025 року на основі відкритих джерел відомо про безповоротну втрату 16 українських Су-27. РФ, за даними Oryx Blog, втратила 2 Су-27 (також 1 був пошкоджений).

## Оператори

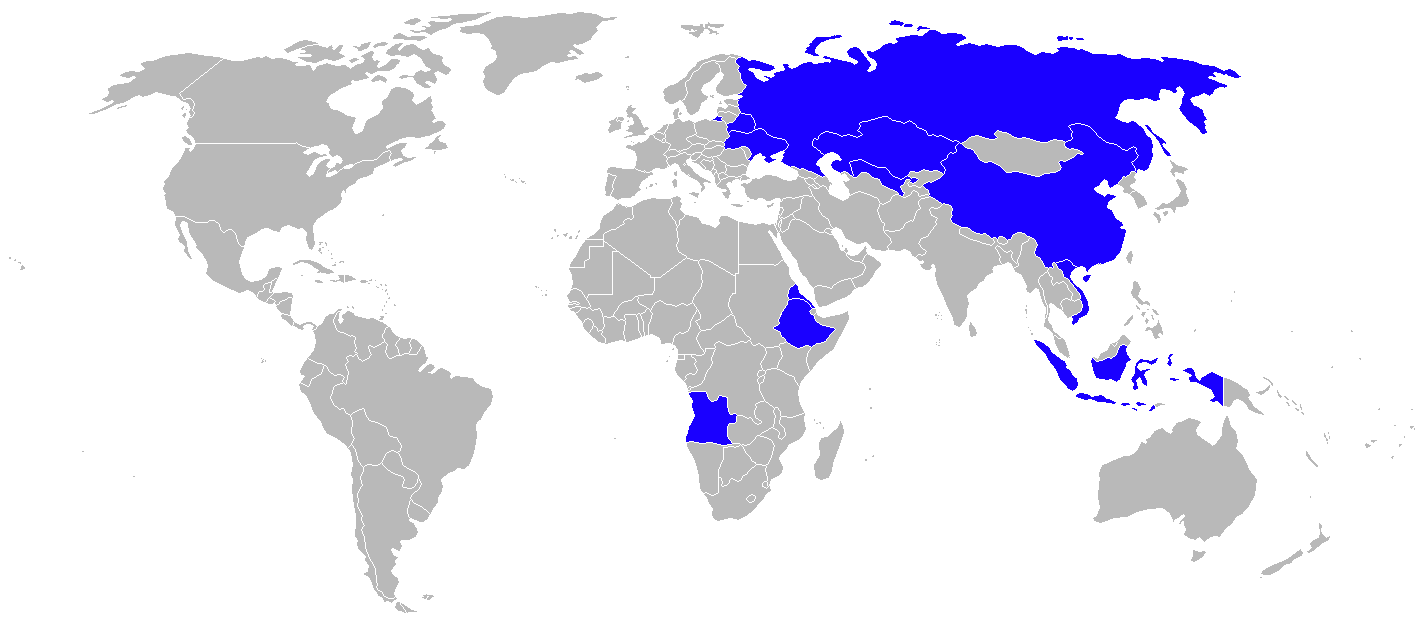
Країни-оператори Су-27

Всього в СРСР та Росії, не рахуючи нових модифікації типу Су-30, Су-35 та Су-37, було випущено 680 винищувачів Су-27.
Сьогодні вони використовуються такими країнами:
- Ангола — 6 Су-27/УБ, станом на 2024 рік[25][26].
- Білорусь — 21 Су-27/УБ на зберіганні, станом на 2024 рік[27].
- В'єтнам — 6 Су-27СК та 5 Су-27УБК, станом на 2024 рік[28].
- Еритрея — 1 Су-27 та 1 Су-27УБК, станом на 2024 рік[29].
- Ефіопія — 8 Су-27 та 3 СУ-27УБ, станом на 2024 рік[30].
- Індонезія — 2 Су-27СК, 3 Су-27СКМ[31].
- Казахстан — 20 Су-27 та 4 Су-27УБ, станом на 2024 рік[32].
- Монголія — 4 Су-27 на 2012[33]
- КНР — 46 літаків (куплені до 1996 року), 1998 року підписано угоду про збірку 200 винищувачів під маркою J-11. Станом на 2024 рік на озброєнні знаходиться 32 Су-27УБК[34]
- Росія — станом на січень 2014 року в експлуатації знаходилося 359 літаків Су-27, включаючи 225 Су-27, 70 Су-27СМ, 12 Су-27СМ3 і 52 Су-27УБ[35]. Станом на 2024 рік, за даними World Air Forces, в експлуатації знаходиться менше 403 Су-27[36]. Програма модернізації розпочалася у 2004 році[37][38]. Повідомлялося, що в 2012 році половина флоту Су-27 була модернізована[39]. Станом на 2018 рік, Повітряно-космічні сили Росії отримували літаки, модернізовані до стандарту СМ3[40][41][42][43].
- США — 2 літаки було доставлено до США у 1995 році[44]. Ще 2 винищувачі такого типу, які були придбані в України у 2009 році, знаходяться в приватному користуванні[45].
- Узбекистан— 26 Су-27/УБ на зберіганні, станом на 2024 рік[46]
- Україна — 18 (23 за даними FlightGlobal[47]) Су-27 на озброєнні, станом на 2024 рік[48]. 64 літаки перебувало на озброєнні, станом на 2017 рік[49].

### Україна

Су-27 на День Незалежності України (2009)

Літак Су-27 спільно із літаком МіГ-29 є основним літаком винищувальної авіації ВПС України та використовується для боротьби з літаками, вертольотами та крилатими ракетами супротивника у повітрі, а також ураження наземних (морських) об'єктів.
Після розпаду СРСР, який мав 513 машин цього типу, Україна отримала 67 літаків. 27 липня 2002 року один літак зазнав аварії під час авіаційного шоу на Скнилівському летовищі. У 2009 році Україна продала 2 літаки (навчально-бойова модифікація) до США.
Місця дислокації Су-27 в Повітряних Силах України:
- 831 бригада тактичної авіації — Миргород, Полтавська обл.
- 39 бригада тактичної авіації — Озерне, Житомирська обл.

## Аварії та катастрофи
Точна кількість аварій Су-27 невідома. Нижче в таблиці подано список найвідоміших інцидентів за участі літаків такого типу:
| №  | Дата            | Приналежність    | Місце катастрофи                                             | Обставини | Постраждалі та жертви                                | Відео                                         |  |
| -- | --------------- | ---------------- | ------------------------------------------------------------ | --- | ---------------------------------------------------- | --------------------------------------------- |  |
| 1  | 13 вересня 1987 | Війська ППО СРСР | Баренцове море                                               | Зіткнення з норвезьким патрульним літаком Lockheed P-3 Orion | Немає.                                               | Відсутнє.                                     |  |
| 2  | 9 вересня 1990  | СРСР             | муніципалітет Сальгареда                                     | Розбився під час демонстраційного польоту. | Двоє загинуло.                                       | Su-27 crash Salgareda Airshow 1990 на YouTube |  |
| 3  | 24 квітня 1992  | ВПС України      | Миргород                                                     | Су-27УБ розбився під час показового виступу. Причиною було названо помилку пілотів. | Один пілот загинув, інший — успішно катапультувався. | Катастрофа Су-27 в Миргороді на YouTube       |  |
| 4  | 12 грудня 1995  | ВПС Росії        | Камрань                                                      | Під час заходу на посадку в складних метеоумовах розбилися два винищувачі Су-27 (БН 07 та 09) та один Су-27УБ (БН 19) з пілотажної групи «Російські Витязі». Причиною катастрофи було названо погану організованість пілотів.            | Четверо пілотів.                                     | Відсутнє.                                     |  |
| 5  | 23 травня 1996  | ВПС Білорусі     | Барановицький район                                          | Літак Су-27П упав через пожежу бокового обтічника хвостової частини фюзеляжу. | Пілот загинув.                                       | Відсутнє.                                     |  |
| 6  | 21 червня 1997  | ВПС Росії        | Братислава                                                   | Літак зі складу пілотажної групи «Російські Витязі» під час авіашоу SIAD'97 здійснив аварійну посадку з невипущеними шасі. | Ніхто не постраждав.                                 | Су-27 в Братиславі на YouTube                 |  |
| 7  | 27 липня 2002   | ВПС України      | Скнилівський аеродром, Львів                                 | Скнилівська трагедія стала найкривавішою в історії авіашоу. Тоді на натовп глядачів упав Су-27УБ, яким керували полковник Володимир Топонар і другий пілот полковник Юрій Єгоров. За висновком розслідування було доведено вину пілотів. | 77 загинуло. 250 постраждало.                        | Су-27 в Львові на YouTube                     |  |
| 8  | 16 серпня 2009  | ВПС Росії        | Жуковський                                                   | Під час авіашоу МАКС-2009 літаки пілотажної групи «Російські Витязі» Су-27 та Су-27УБ зіткнулися в повітрі. | 2 загинуло. 6 постраждало.                           |                                               |  |
| 9  | 30 серпня 2009  | ВПС Білорусі     | Радом                                                        | Під час виконання фігур вищого пілотажу Су-27УБ зазнав катастрофи. Завдяки героїзму пілотів тоді вдалося уникнути жертв серед цивільних.                                                                                                 | 2 пілотів загинуло.                                  | Катастрофа в Радомі на YouTube                |  |
| 10 | 14 серпня 2010  | ВПС Росії        | поблизу Комсомольська-на-Амурі                               | Су-27СМ зазнав катастрофи незадовго після свого зльоту. | Пілот загинув.                                       |                                               |  |
| 11 | 16 жовтня 2018  | ПС ЗСУ           | Вінницька область                                            | Су-27УБ зазнав катастрофи під час навчань «Чисте небо 2018» | Обидва пілоти (українець та американець) загинули.   |                                               |  |
| 12 | 15 грудня 2018  | ПС ЗСУ           | Житомирська область                                          | Су-27 зазнав катастрофи під час планового польоту при заході на посадку. | Пілот Олександр Фоменко загинув.                     |                                               |  |
| 13 | 12 жовтня 2019  | ВПС Ефіопії      | Ефіопія у 50 км на південний схід від Аддіс-Абеби            | Під час навчально-тренувального польоту розбився винищувач Су-27УБ зі складу місцевих військово-повітряних сил. Причиною називають загоряння двигуна.                                                                                    | Загинули обидва льотчики — інструктор та стажер      |                                               |  |
| 14 | 28 березня 2024 | ВПС Росії        | поблизу Севастополя.                                         | Загорівся та впав у море поблизу тимчасово окупованого м. Севастополя | Пілот катапультувався                                |                                               |  |
| 15 | 19 травня 2024  | ВПС Росії        | російський аеродром у станиці Кущевська Краснодарського краю | Українські дрони успішно атакували російський аеродром. Знищено літак групи «Русские Витязи». |                                                      |                                               |  |
| 16 | 28 квітня 2025  | ПС ЗСУ           |                                                              | Повітряні Сили України втратили винищувач Су-27 під час відбиття російської повітряної атаки. | Пілот катапультувався                                |                                               |  |
| 17 | 26 липня 2025   | ВПС Росії        | російський аеродром «Армавір» в Краснодарському краї         | Згідно повідомлення ГУР МО України, літак згорів на аеродромі «Армавір». |                                                      |                                               |  |

## Тактико-технічні характеристики літака

Схема Су-27 в 3 проекціях

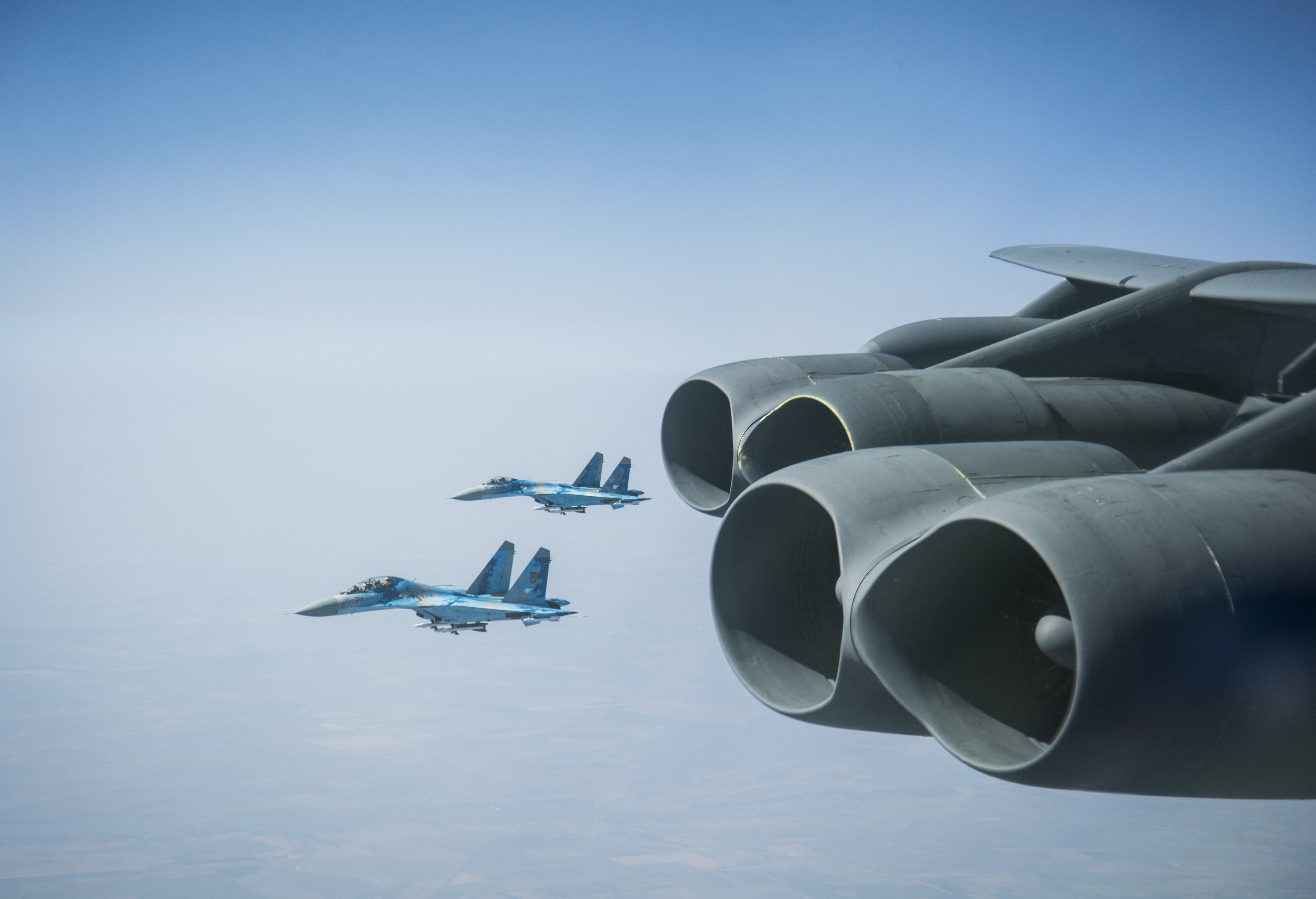
B-52H, закріплений за 5-м бомбовим крилом, супроводжується двома українськими Су-27 під час місії Bomber Task Force Europe, 23 вересня 2020 року

Дані для літака СУ-27СК взяті з: Sukhoi Su-27 Flanker Gordon та Davison (2006), Sukhoi, KnAAPO, Deagel.com, Airforce-Technology.com

### Технічні характеристики
- Екіпаж: 1 людина
- Довжина: 21,9 м
- Розмах крила: 14,69 м
- Висота: 5,92 м
- Площа крила: 62 м²
- Коефіцієнт видовження крила: 3,5
- Кут стрілоподібності по передній межі: 42°
- Маса порожнього: 16 380 кг
- Нормальна злітна маса: 23 400 кг
- Максимальна злітна маса: 33 000 кг
- Маса палива у внутрішніх баках: 9400/5200 кг повний/неповний варіант заправки
- Об'єм паливних баків: 11 975/6680 л повний/неповний варіант заправки
- Силова установка: 2 × ТРДДФ АЛ-31Ф
  - Безфорсажна тяга: 2 × 75,22 кН
  - Форсажна тяга: 2 × 122,6 кН
- Середнє за діапазоном кутів ±30° ефективна площа розсіювання (ЕПР) планера: 10—20 м²[72]

### Льотні характеристики
- Максимальна швидкість:
  - на великій висоті: M=2,35 (2500 км/год на висоті 12000 м)
  - на малій висоті 200 м: M=1,13 (1400 км/год)
- Бойовий радіус: 440 км біля землі та 1500 на висоті
- Перегінний радіус: 3800 км
- Практична стеля: 18 500 м
- Швидкопідйомність: 300 м/с
- Навантаження на крило: 377,9 кг/м²
- Тягооснащеність: 1,07 з 56 % внутрішнього палива (0,91 з повним паливом)
- Максимальне експлуатаційне перевантаження: +9,0g

### Озброєння
- Стрілецько-гарматне: 1×30 мм авіаційна гармата ГШ-30-1, 150 сн.
- Точки підвісу: 10[68]
- Бойове навантаження: 4 430 кг[68]
- Керовані ракети:
  - ракети «повітря-повітря»: 
    - 6 × Р-27
    - 6 × Р-73
    - 6 × Р-77

  - ракети «повітря-земля»:
    - 6 × Х-29 — у версії Су-27СМ
    - 6 × Х-31 — у версії Су-27СМ
    - 2 × AGM-88 HARM — модифіковані Су-27 для потреб ПС ЗСУ[18]
- Некеровані ракети:
  - 80 × С-8
  - 20 × С-13
  - 4 × С-25
- Бомби:
  - Некеровані бомби:
    - 36 × ФАБ-250М-54
    - 16 × ФАБ-500М-54
    - 18 × ФАБ-250М-62
    - 10 × ФАБ-500М-62

  - Кориговані бомби:
    - 4 × КАБ-500-ОД — у версії Су-27СМ
    - 1 × КАБ-1500КР — у версії Су-27СМ
    - JDAM-ER — модифіковані Су-27 для потреб ПС ЗСУ[19]

### Авіоніка
- -     - РЛС: РЛПК-27 з дальністю виявлення цілі до 100/40 км (дальність виявлення цілі назустріч (у передній півсфері)/навздогін (у задній півсфері))
    - Оптико-електронний комплекс: ОЭПС-27
    - Шоломна система індикації: «Щілина-3УМ» (рос. «Щель-3УМ»)

## Літаки для порівняння
- Boeing F/A-18E/F Super Hornet;
- Dassault Rafale;
- Eurofighter Typhoon;
- McDonnell Douglas F-15 Eagle;
- Grumman F-14 Tomcat.